# Satoshi Iwabuchi
Satoshi Iwabuchi (japanisch 岩渕 聡 Iwabuchi Satoshi; * 7. Oktober 1975 in Kanagawa) ist ein ehemaliger japanischer Tennisspieler.

## Leben und Karriere
Iwabuchi war während seiner Karriere vor allem auf der Challenger Tour erfolgreich. So gewann er insgesamt acht Titel, davon einen im Einzel sowie sieben weitere Doppel. Auf der World Tour feierte er mit seinem Sieg in der Doppelkonkurrenz beim Heimturnier in Tokio seinen größten Erfolg. Gemeinsam mit Takao Suzuki besiegte er im Finale Simon Aspelin und Todd Perry in zwei Sätzen. Bei Grand-Slam-Turnieren scheiterte er bei seinen einzigen Qualifikationsversuchen im Jahr 2007 bei den Australian Open und in Wimbledon. Bei beiden Turnieren stand er im Doppel jeweils einmal in der ersten Runde: 2000 in Wimbledon und 2006 in Melbourne.
Iwabuchi nahm an den Olympischen Spielen 1996 in Atlanta sowie 2000 in Sydney teil. Beide Male trat er für die japanische Mannschaft in der Doppelkonkurrenz an. 1996 spielte er gemeinsam mit Takao Suzuki, mit dem er in der ersten Runde die Venezolaner Juan Carlos Bianchi und Nicolás Pereira knapp in drei Sätzen bezwang. Im Achtelfinale unterlagen sie jedoch ebenso knapp den Spaniern Sergi Bruguera und Tomás Carbonell. Bei den Spielen im Jahr 2000 war Thomas Shimada sein Partner. Bereits in der ersten Runde schieden sie gegen die Slowaken Dominik Hrbatý und Karol Kučera mit 3:6, 4:6 aus.
Von 1995 bis 2009 spielte Iwabuchi für die japanische Davis-Cup-Mannschaft. In 20 Begegnungen bestritt er 22 Partien. So gewann er im Einzel zwei seiner drei Partien, im Doppel stehen elf Siege gegenüber acht Niederlagen. Mit neun gemeinsamen Doppelsiegen ist er mit Takao Suzuki das erfolgreichste der japanischen Davis-Cup-Geschichte.

## Erfolge
| Legende (Anzahl der Siege)  |
| Grand Slam                  |
| ATP World Tour Finals       |
| ATP World Tour Masters 1000 |
| ATP World Tour 500 (1)      |
| ATP World Tour 250          |
| ATP Challenger Tour (8)     |

### Doppel

#### Turniersiege
| Nr. | Datum          | Turnier | Belag     | Partner      | Finalgegner              | Ergebnis    |
| --- | -------------- | ------- | --------- | ------------ | ------------------------ | ----------- |
| 1.  | 8. August 2005 | Tokio   | Hartplatz | Takao Suzuki | Simon Aspelin Todd Perry | 5:43, 5:413 |